# Spoorlijn Nijkerk - Ede-Wageningen
De Spoorlijn Nijkerk – Ede-Wageningen (ook wel bekend als de Kippenlijn) is de spoorlijn die loopt tussen de aftakking van de spoorlijn Amersfoort – Apeldoorn (Oosterspoorweg) bij Barneveld Noord, en Ede-Wageningen, of in relatie tot treindiensten: de lijn Amersfoort Centraal – Ede-Wageningen.
De lijn vanaf de aftakking is het restant van de voormalige lokaalspoorweg tussen Nijkerk-Haven via Nijkerk naar Ede. In 1951 is de spoorlijn geëlektrificeerd.
De lengte van de geheel enkelsporige spoorlijn is ongeveer 17 km, een afstand waar de trein ruim 20 minuten over doet. De meeste emplacementen langs de enkelsporige lijn zijn inmiddels verleden tijd en alleen bij de stations Barneveld Centrum en Lunteren kunnen de treinen elkaar kruisen.
De spoorlijn wordt in de volksmond ook wel de Kippenlijn genoemd. Deze bijnaam dankt de spoorlijn aan het centrum voor de pluimveeteelt Barneveld, vanwaar kippen en eieren vroeger per spoor verladen werden.
Ten noorden van het dorp Ede doorkruist de spoorlijn het Landgoed Kernhem met de Doolhoflaan.

## Geschiedenis

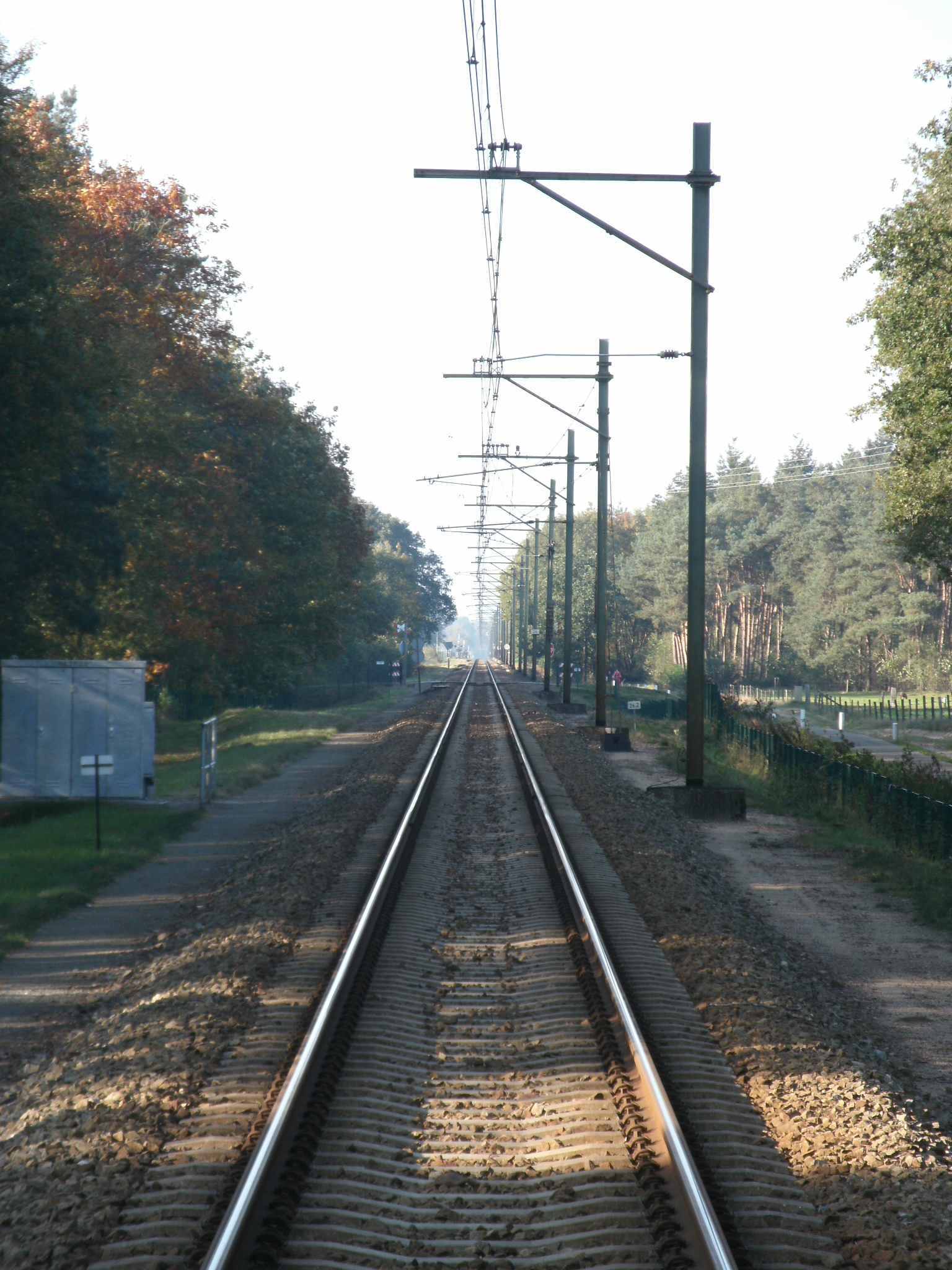
De lijn ter hoogte van het Landgoed Kernhem

Al lange tijd bestonden er plannen voor de aanleg van een spoorlijn tussen Nijkerk en Ede. De lokale bestuurders, met name in Nijkerk en Ede, zagen echter niets in een spoorlijn. Na twintig jaar gingen de gemeentes overstag. De gemeente Ede zegde geld toe aan de nieuw opgerichte N.V. Spoorwegmaatschappij De Veluwe. Als tegenprestatie stelde de gemeente dat de spoorlijn om het dorp aangelegd diende te worden. Verder eiste de gemeente dat de zondagsrust geëerbiedigd zou worden.
In 1901 werd de spoorlijn aangenomen en op 1 mei 1902 kon de verbinding worden geopend. De lijn werd geëxploiteerd door de Nederlandsche Centraal-Spoorweg-Maatschappij. De nieuwe spoorlijn kruiste ten noorden van Barneveld de Oosterspoorweg ongelijkvloers. Bij het station Barneveld-Voorthuizen aan de Oosterspoorweg werd daarom de halte Barneveld Kruispunt geopend, waardoor reizigers tussen beide spoorlijnen konden overstappen.
In 1937 werd de verbinding tussen Barneveld en Nijkerk opgeheven. De spoorlijn Barneveld – Ede-Wageningen werd met een nieuwe verbindingsboog aangesloten op de Oosterspoorweg. Aan deze boog werd de nieuwe halte Barneveld-Voorthuizen geopend ter vervanging van de halte Barneveld Kruispunt en het station Barneveld-Voorthuizen aan de Oosterspoorweg. De treinen reden in het vervolg tussen Ede en Amersfoort. Op 7 september 1944 werd de spoorlijn als gevolg van materieelgebrek gesloten. Enkele jaren later werd de spoorlijn echter geëlektrificeerd en op 20 mei 1951 opnieuw in gebruik genomen.
Eind jaren 80 stond de Kippenlijn in het Rail 21-plan van de NS. Het was de bedoeling dat het gehele traject dubbelsporig zou worden, zodat twee tot vier keer per uur tussen Amersfoort en Ede-Wageningen gereden kon worden. In Ede-Wageningen zou vervolgens een goede overstapmogelijkheid op de InterRegiotrein richting Arnhem worden gerealiseerd, maar het plan werd nooit uitgevoerd. Het werd geschrapt in het kader van het opdelen van de N.V. Nederlandse Spoorwegen in de periode tussen 1994 en 2000.

### Verbeteringen aan het traject: de Valleilijn
Van 10 december 2006 tot en met 9 december 2023 werd het traject van de Kippenlijn gebruikt voor de Valleilijn, de HOV-verbinding tussen Amersfoort, Ede en Wageningen. Het deel tussen Ede en Wageningen werd hierbij met busvervoer uitgevoerd. De Valleilijn was een project van de provincie Gelderland, de treinen werden geëxploiteerd door Connexxion.
De spoorlijn tussen Amersfoort en Ede-Wageningen werd om deze reden alsnog verbeterd. Zo is in april 2006 het transferium bij station Barneveld Noord geopend. In Hoevelaken werd een nieuw station gebouwd, dat in 2013 geopend werd. Sinds 2 februari 2015 stoppen de treinen van de Valleilijn ook op station Barneveld Zuid. Op maandag tot en met zaterdag stoppen op dit station overdag 4 keer per uur treinen naar Amersfoort ('s avonds en op zondag 2 keer per uur) en altijd 2 keer per uur naar Ede-Wageningen.
Sinds 2009 zijn er concrete plannen om het spoor tussen Barneveld Aansluiting en station Barneveld Centrum dubbelsporig te maken. Hiervoor is een bedrag van 10,5 miljoen euro vrijgemaakt.
Ook wordt er al regelmatig geopperd om bij station Ede Centrum dubbelspoor aan te leggen, om een kwartierdienst over de gehele Valleilijn mogelijk te maken. Concrete plannen hiervoor zijn er echter nog nooit geweest.
In augustus 2011 heeft minister Melanie Schultz van Haegen van Infrastructuur en Milieu besloten om de mogelijke kwartierdienst op de Valleilijn te schrappen. De minister vindt dat de kosten voor het aantal reizigers te hoog zijn (120 miljoen euro, waarvan 90 miljoen voor maatregelen tegen geluidsoverlast en voor de veiligheid). Daarnaast kleven er praktische bezwaren aan de plannen blijkt uit een quick scan van het ministerie. Mede daarom wil de minister geen vervolgonderzoek instellen en is de kwartierdienst (voorlopig) van de baan.
Op 12 september 2011 werd begonnen met het plaatsen van kaartlezers voor de OV-chipkaart.
In 10 december 2023 werd de exploitatie overgenomen door Keolis Nederland die onder de naam RRReis ging rijden. Daarmee kwam er een einde aan de naam Valleilijn.

## Stations en gebouwen
In Nijkerk werd gebruikgemaakt van het NCS-station aan de Centraalspoorweg. Dit gebouw werd in 1903 uitgebreid met twee vleugels. De stations Voorthuizen, Lunteren en Ede Dorp kregen een stationsgebouw van hetzelfde ontwerp: een hoog gebouw met een iets naar voren staand middendeel, met een goederenloods aan de linkervleugel. Station Barneveld Dorp kreeg een eenvoudig stationsgebouw dat binnen enkele jaren werd uitgebreid met twee verschillende vleugels, een verdieping en een torentje. De overstaphalte Barneveld Kruispunt kreeg slechts een eenvoudig wachthokje.

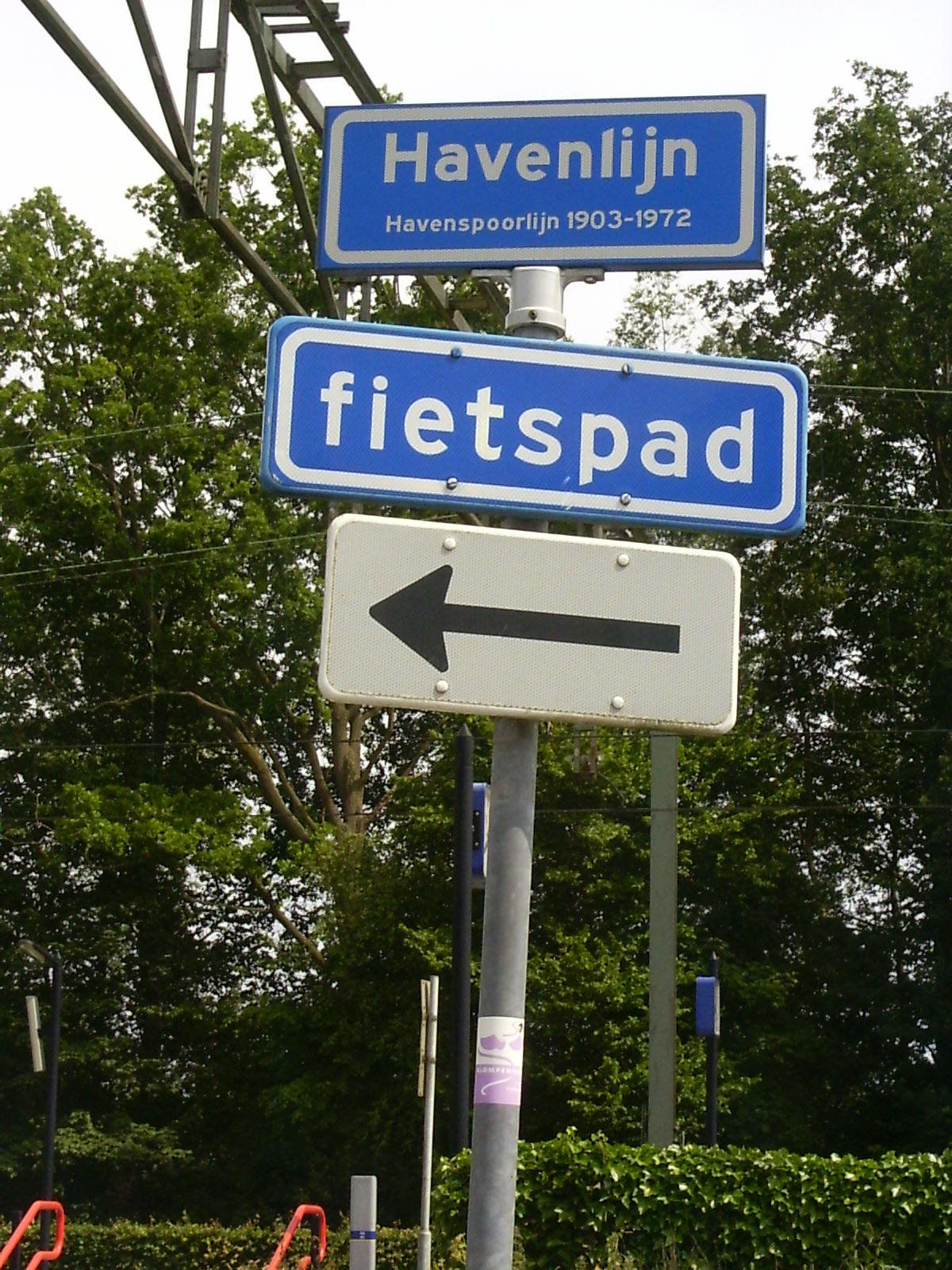
Het laatste stuk van de lijn tussen Nijkerk en Nijkerk-Haven is een fietspad geworden, maar draagt nog de naam van de vroegere lijn.

In 1937 werd het station Voorthuizen tegelijkertijd met het traject Nijkerk – Barneveld gesloten. Het stationsgebouw is hierbij bewaard gebleven. De abri van de eveneens gesloten halte Barneveld Kruispunt werd dat jaar verplaatst naar de nieuwe halte Barneveld-Voorthuizen. Het wachthokje heeft hier nog tot 1980 gestaan.
Bij de heropening van de spoorlijn in 1951 werd het station Ede Dorp vernoemd naar Ede Centrum. In 1978 werd het stationsgebouw van Barneveld Dorp gesloopt om plaats te maken voor een eenvoudig stationsgebouw van het Standaardtype Beilen. Drie jaar later werd de naam van het stationsgebouw gewijzigd in Barneveld Centrum. De twee andere stationsgebouwen langs de spoorlijn zijn bewaard gebleven. Station Barneveld Noord kreeg in 2013 een stationsgebouw van zwarte zeecontainers.
Overzicht van stations langs de lijn (cursief: voormalig station):
| Station             | Geopend | Huidig gebouw                                                                       |
| ------------------- | ------- | ----------------------------------------------------------------------------------- |
| Nijkerk             | 1863    | 1865, NCS, 1e gebouw, Standaardtype NCS 1e klasse                                   |
| Driedorp            | 1903    | geen, station gesloten in 1937                                                      |
| Appel               | 1903    | geen, station gesloten in 1937                                                      |
| Dusschoten          | 1903    | geen, station gesloten in 1937                                                      |
| Voorthuizen         | 1903    | 1903, SMV, 1e gebouw, Type SMV groot, in gebruik als kerk, station gesloten in 1937 |
| Barneveld Kruispunt | 1903    | geen, station gesloten in 1937                                                      |
| Barneveld Noord     | 1937    | 2005, NS, 2e gebouw, Transferium                                                    |
| Barneveld Centrum   | 1902    | 1902, NS, 3e gebouw, Standaardtype Douma, station gesloten 1944-1951                |
| Barneveld Zuid      | 2015    | 2015, NS, 1e gebouw, uniek ontwerp van Wijnand Thomassen                            |
| Meulunteren         | 1902    | geen, station gesloten in 1950                                                      |
| Lunteren            | 1902    | 1902, SMV, 1e gebouw, Type SMV groot, station gesloten 1944-1951                    |
| Doesburgerbuurt     | 1902    | geen, station gesloten in 1930                                                      |
| Stompekamp          | 1902    | geen, station gesloten                                                              |
| Ede Gemeentehuis    | 1902    | geen, gebouw gesloopt in 1973, station gesloten in 1937                             |
| Ede Centrum         | 1902    | 1902, SMV, 1e gebouw, Type SMV groot, station gesloten 1944-1951                    |
| Ede-Wageningen      | 1845    | 2024, NS, 4e gebouw, uniek ontwerp van Mecanoo en Movares                           |

## Treindienst

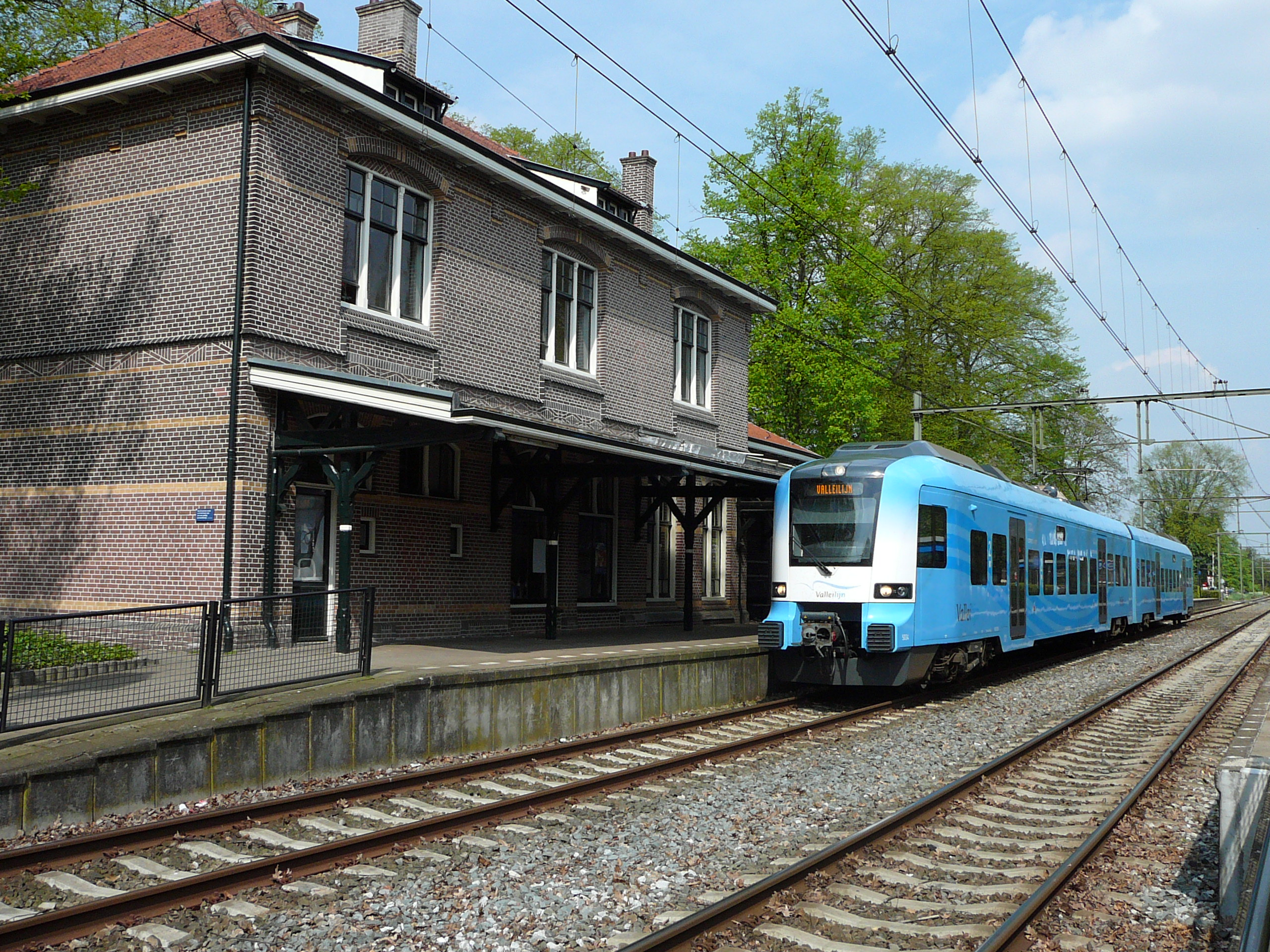
Protos 5034, op 3 mei 2008 onderweg van Amersfoort naar Ede-Wageningen tijdens een stop in Lunteren

De treindienst op de Kippenlijn wordt bediend door de volgende treinseries:
| Serie       | Treinsoort        | Route                                                    | Bijzonderheden                   |
| ----------- | ----------------- | -------------------------------------------------------- | -------------------------------- |
| 31300 RS 34 | Sprinter (Keolis) | Amersfoort Centraal – Barneveld Centrum – Ede-Wageningen | Onderdeel van de formule RRReis. |
| 31400 RS 34 | Sprinter (Keolis) | Amersfoort Centraal – Barneveld Centrum – Barneveld Zuid | Onderdeel van de formule RRReis. |

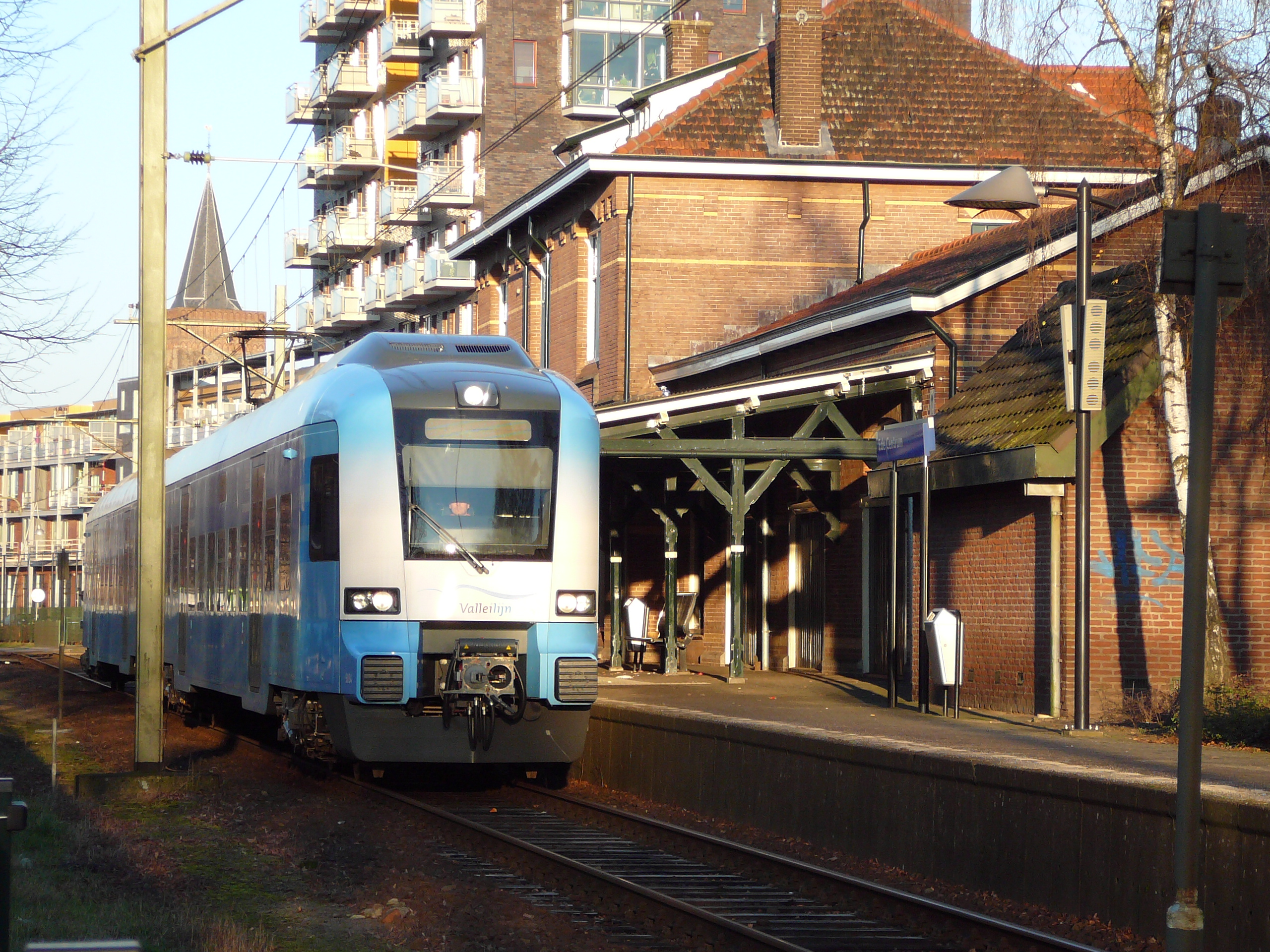
Oud en nieuw op en langs de Kippenlijn: Protos 5034, op 16 december 2007 onderweg van Amersfoort naar Ede-Wageningen, bij het monumentale station Ede Centrum

Beide diensten zijn twee keer per uur en wisselen elkaar af, waardoor er vier keer per uur tussen Amersfoort en Barneveld-Zuid kan worden gereisd.
Behalve voor de regionale treindiensten van de Valleilijn wordt het traject ook gebruikt bij omleidingen, bij stremmingen tussen Ede-Wageningen en Utrecht Centraal.

### Geschiedenis
Over de oorspronkelijke Kippenlijn vindt, net als op de meeste lokaallijnen, maar weinig treinverkeer plaats. Na de aansluiting op de Oosterspoorweg in 1937 gingen over het resterende deel van het traject rechtstreekse treinen van Amersfoort naar Arnhem rijden. Een deel van de treinen reed zelfs door naar Doetinchem. Met het ingaan van de Tweede Wereldoorlog werd de rechtstreekse treindienst opgeheven. In 1944 werd vervolgens de gehele treindienst op de Kippenlijn beëindigd.
In 1951 werd het traject opnieuw in gebruik genomen. Voortaan reed elk uur een trein tussen Amersfoort en Ede-Wageningen. Tijdens de spits reden enkele treinen door naar Arnhem enerzijds en Utrecht anderzijds. Met het ingaan van de nieuwe consequente dienstregeling bij Spoorslag '70 werd nog altijd in een uurdienst gereden. De treinen reden niet meer van en naar Utrecht. De spitsslagen naar Arnhem bleven wel bestaan. Ook reden tijdens de spits enkele extra treinen op de Kippenlijn.
In de loop van de jaren 90 werd het aantal doorgaande treinen naar Arnhem ingekrompen tot een enkele trein per dag. In de zomer van 1998 werd de laatste doorgaande trein Amersfoort – Arnhem opgeheven. Vanaf dat moment reed de treindienst aan de andere zijde weer vanuit Utrecht. Hierdoor kon de stoptreindienst tussen Utrecht en Zwolle versneld worden.
In december 2006 werd de treindienst weer opgeknipt en nam Connexxion de treindienst tussen Amersfoort en Ede-Wageningen over. De maatschappij laat elk half uur een trein tussen beide plaatsen rijden. Daarnaast reed aanvankelijk ook elk half uur een trein tussen Amersfoort en Barneveld Noord, waarmee het gebruik van het aldaar gelegen transferium werd bevorderd. Sinds 2008 is deze treindienst doorgetrokken naar Barneveld Centrum en sinds 2 februari 2015 is de treindienst doorgetrokken naar Barneveld Zuid. In december 2023 nam Keolis de treindienst over.

## Materieelinzet
In 1937 werd het traject ingekort en werd de treindienst uitgevoerd met de nieuwe gestroomlijnde motorrijtuigen van de serie omBC 2901-2908. Vanwege brandstofschaarste keerde aan het begin van de Tweede Wereldoorlog de stoomtractie terug op het traject. Na de elektrificatie van het traject in 1951 werd in eerste instantie het oude Blokkendoosmaterieel ingezet. Enkele jaren later werd de treindienst overgenomen door het Materieel '36. Begin jaren 60 werd het reizigersvervoer overgenomen door het Materieel '46. Ruim tien jaar later namen de Materieel '64 treinstellen (ook bekend als Plan V) de treindienst over.
De Plan V treinstellen reden ook na de overname van de exploitatie door Connexxion nog op het traject. De maatschappij huurde hiervoor vijf treinstellen van de NS en voorzag deze van speciale blauwe Valleilijn-stickers. Eind 2007 werden de treindiensten geleidelijk overgenomen door de vijf Protos treinstellen van Connexxion. Door het verlengen van de dienst Amersfoort – Barneveld Noord naar Barneveld Centrum eind 2008 was een extra treinstel nodig. Oorspronkelijk zou een Protos prototype ingezet worden, dit is nooit gebeurd doordat de fabrikant failliet ging. Daarom is er weer een Plan V gehuurd. Dit treinstel is in 2013 vervangen door een Stadler GTW die eind 2016 naar Arriva gegaan voor gebruik op de Vechtdallijnen. Intussen heeft Connexxion twee treinen van Breng 'geleend' in afwachting van twee nieuwe treinen. Sinds februari 2018 rijden twee nieuwe Stadler FLIRT-3 treinstellen; de Brengtreinen gingen terug naar waar ze thuishoren (Arnhem – Doetinchem).
Bij de overname van de exploitatie door Keolis bleef de inzet van het materieel hetzelfde (5x Protos en 2x FLIRT). Wel kregen deze in 2024 de RRReis-huisstijl.